# Sanggaran I
Sanggaran I is een bestuurslaag in het regentschap Humbang Hasundutan van de provincie Noord-Sumatra, Indonesië. Sanggaran I telt 245 inwoners (volkstelling 2010).